# Sam Green
Sam Green é um cineasta estadunidense. Foi indicado ao Oscar de melhor documentário de longa-metragem na edição de 2004 pela realização da obra The Weather Underground.

## Filmografia
- A Thousand Thoughts (2018)
- Julius Caesar was Buried in a Pet Cemetery (2018)
- This is What the Future Looked Like (2017)
- Brent Green/Sam Green: Live Cinema (2016)
- The Measure of All Things (2016)
- Love Letter to the Fog (2013)
- The Love Song of R. Buckminster Fuller (com a banda Yo La Tengo, 2012)
- The Universal Language (2011)
- (Commissioned) Portrait of Las Vegas (2011)
- Utopia in Four Movements (2010)
- Utopia, Part 3: The World's Largest Shopping Mall (2009)
- Clear Glasses (2008)
- Lot 63, Grave C (2006)
- N-Judah 5:30 (2004)
- The Weather Underground (2003)
- Pie Fight '69 (2000)
- The Fabulous Stains: Behind the Movie (1999)
- The Rainbow Man/John 3:16 (1997)